# Damodar Mavalankar

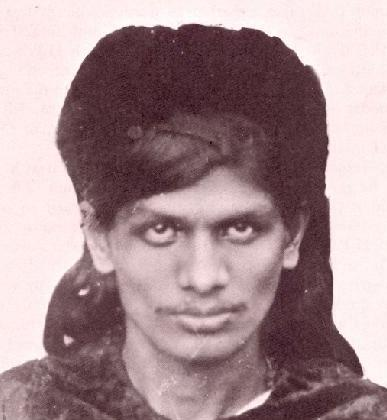
Damodar Mavalankar

Damodar K. Mavalankar (Ahmedabad, september 1857 - 1885?) was een medeleerling van Helena Blavatsky in de eerste jaren van de Theosofische Vereniging.

## Levensloop

### Jeugd
Mavalankar werd geboren in een welgestelde brahmaanse familie. Hij kreeg een uitstekende opleiding in het Engels en van zijn vader leerde hij de beginselen van zijn religie. Tot zijn veertiende jaar gaf hij zich over aan de orthodoxe praktijken van zijn geloof. Zijn religieuze ideeën en aspiraties bleven ongewijzigd tot midden 1879, maar door zijn academische studies werden zijn religieuze handelingen verdrongen.

### Theosofie
Door het lezen van Isis Ontsluierd maakte hij kennis met de theosofie. Damodar meldde zich in juli 1879 aan op het tijdelijke hoofdkwartier van de Theosophical Society, dat sinds februari van dat jaar in Bombay was gevestigd. Hij vroeg het lidmaatschap aan en op 3 augustus 1879 werd hij als lid van de vereniging aangenomen.
Als kind had Damodar een zeer ernstige ziekte. De artsen twijfelden of hij zou overleven. In een visioen zag hij een goddelijke figuur die hem een bijzonder medicijn gaf. Damodar herstelde van zijn ziekte. Enkele jaren later zag hij, tijdens een meditatie, dezelfde persoon en bij nog een andere gelegenheid redde de man hem nog eens van de dood.
Nadat Damodar lid was geworden van de Theosophical Society, ontmoette hij verschillende leden van de Himalaja-broederschap. Zowel in hun astrale als hun fysieke lichamen. Hij ontdekte dat de wijze die hij al drie keer had gezien mahatma Koot Humi was, die zijn goeroe werd.
Vanaf september 1879 werkte Damodar op het hoofdkwartier van de Theosophical Society. Nadat hij, in januari 1880, het besluit genomen had zijn kaste op te geven ging hij daar permament wonen. Damodar werd een actieve en toegewijde medewerker.
In oktober 1879 verscheen het eerste nummer van The Theosophist. Damodar was toen businessmanager van de uitgeverij van de Theosophical Society en schreef regelmatig artikelen over een breed scala aan onderwerpen.
In The Theosophist van mei 1880 schreef Damodar dat hij zich pas die laatste maanden een echt levend mens had gevoeld. Het bestuderen van de theosofie wierp een nieuw licht op zijn land, zijn religie en zijn plichten. De theosofie had hem onder andere geleerd dat hij, om zelfrespect te verkrijgen, eerlijk, open en vreedzaam moest zijn en dat hij alle mensen als zijn broeders en zusters moest beschouwen, ongeacht hun kaste, kleur, ras of geloof.

### Boeddhisme
In 1880 bracht Damodar, samen met Blavatsky en Henry Steel Olcott een bezoek aan Sri Lanka. Damodar werd boeddhist. Zijn familie was het hiermee niet eens. Zijn vader dreigde hem uit zijn testament te schrappen indien hij niet onmiddellijk terug zou keren. Zijn vader eiste dat hij met zijn jonge vrouw zou gaan samenleven, met wie hij zich had verloofd toen hij nog heel jong was. Damodar bleef echter bij zijn besluit. Hij trof de nodige voorzieningen voor de toekomst van zijn vrouw en bleef zich volledig inzetten voor het theosofisch werk. De vader, een oom en een oudere broer, die lid waren van de Theosophical Society, verlieten daarop de vereniging in het voorjaar van 1881. Ze werden openlijk vijandig.
Door zijn familieproblemen, het in het openbaar verdraaien van de feiten en de daaruit voortvloeiende laster gericht tegen de stichters van de Theosophical Society raakte Damodar gedeprimeerd. Op 25 augustus 1881 materialiseerde zich vóór zijn ogen een brief van Koet Hoemi. Hierin werd hem gevraagd verstandig en trouw aan zijn verplichtingen te blijven.
In brieven aan William Quan Judge staat vermeld dat de eerste, directe ontmoetingen van Damodar met de meesters plaatsvonden tijdens zijn rondreis in Sri Lanka van mei tot juli 1880. Damodar hielp de meesters bij de occulte overbrenging van brieven aan Alfred Percy Sinnett en A.O. Hume. Toen Hume Damodar van vervalsing beschuldigde, weigerde hij hieraan verder mee te werken.
In juli 1882 was Damodar totaal uitgeput door het harde werken en hij vertrok naar Poona om er uit te rusten.
Op aandringen van onder andere T. Subba Row, werd in december 1882, het hoofdkwartier van de Theosophical Society naar Adyar overgebracht. Row en Damodar werkten nauw samen. Beiden waren hindoes van een hoge kaste. Ze waren doordrongen met de tradities van hun oude Aryavarta en samen ijverden ze om de ethische en geestelijke herleving van hun land te bevorderen.
Van september tot december 1883 vergezelde Damodar Olcott op zijn rondreis in Noord-India. Damodar had tijdens deze periode meerdere ontmoetingen met de meesters. Op 25 november verdween hij onverwachts uit het huis in Jammu waar ze verbleven. Twee dagen later keerde hij terug. Olcott merkte op dat Damodar veranderd was. Hij zag er sterk, gehard en taai uit en hij was dapper en vol energie.
Het jaar 1884 bleek voor de Theosophical Society een van de woeligste jaren te zijn. In februari vertrokken Blavatsky en Olcott uit India voor een bezoek aan Europa. De vereniging werd toen geleid door een Raad van Bestuur. Franz Hartmann (de voorzitter), George Lane-Fox en W.T. Brown waren lid van deze raad. Wegens oneervol gedrag had de raad het echtpaar Coulomb ontslagen. Uit wraak verspreidde Emma Coulomb leugens over frauduleuze verschijnselen en had ze brieven, die zouden zijn geschreven door Blavatsky, overhandigd aan The Christian College Magazine. In september en oktober 1884 verschenen in dit magazine fragmenten van deze brieven. Hierin stond vermeld dat Blavatsky aan Emma Coulomb opdracht gaf voor het uitvoeren van frauduleuze verschijnselen.
Damodar speelde een centrale rol in het openbaar bestrijden van de beschuldigingen van de Coulombs.
De Britse Society for Psychical Research stuurde Richard Hodgson om de occulte verschijnselen verbonden met de Theosophical Society te onderzoeken. In zijn rapport (Hodgson Rapport) veroordeelde hij Blavatsky als een oplichtster en een Russische spion. Ondanks het feit dat de Coulombs Damodar hadden afgeschilderd als een slachtoffer, hield Hodgson vol dat Damodar de hoofdmedeplichtige was van Blavatsky. 

### Tibet
Door de problemen op het hoofdkwartier en het harde werken, werd Damodar ziek. Hij begon bloed op te hoesten, wat een herhaling was van zijn eerder bedwongen tuberculose. Damodar wilde naar de ashram van zijn meester in Tibet gaan. Met de toestemming en de zegen van Blavatsky verliet hij Adyar op 23 februari 1885.
Damodar hoopte naar Lhasa te gaan in gezelschap van een Tibetaanse functionaris. Hij bezocht nog enkele afdelingen van de vereniging, raadpleegde Maji, een vrouwelijke ascete die in Benares woonde, en bereikte Darjeeling op 1 april 1885. Daar ontmoette hij de Tibetaan in de hoofdstad van Sikkim op 19 april en details voor de reis werden besproken. Aan Damodar werd gevraagd om twee dagen vooruit te lopen en dan te wachten.
De laatste aantekening in het dagboek van Damodar luidt:
23 april. – Nam ’s morgens bhat [rijst] en vertrok alleen uit Kabi; stuurde mijn bezittingen terug naar Darjeeling met de koelies.
Damodar verdween en liet niets meer van zich horen.